# Alatna (località)
Alatna (Alaasuq in Inupiaq) è un census-designated place degli Stati Uniti d'America, nella Census Area di Yukon-Koyukuk, nello stato dell'Alaska.
Nel censimento del 2010 contava 37 abitanti.

## Geografia fisica
Alatna si trova sulla riva nord del fiume Koyukuk, a sud-ovest della sua confluenza con il fiume Alatna, circa 310 chilometri a nord-ovest di Fairbanks e 92 chilometri a monte di Hughes. Alatna si trova a ovest dei confini municipali della città di Allakaket.
La zona ha un clima continentale con differenze di temperature estreme. L'elevata temperatura media nel mese di luglio è di 21 °C. La media bassa nel mese di gennaio è ben al di sotto di -18 °C. La temperatura più alta mai registrata è stata di 34 °C; la più bassa, -59 °C. La precipitazione annua media è di 33 cm e nevicate annuali medie è di 183 cm. Il fiume Koyukuk è privo di ghiaccio da giugno a ottobre.
Secondo lo United States Census Bureau, ha un'area totale di 95 chilometri quadrati.

## Storia e cultura
Diversi gruppi di Alaska Native hanno vissuto nella zona, tra cui Koyukon Athabascans e Kobuk, Selawik e Nunamiut da nord e nord-ovest. I Koyukon hanno vissuto in diversi campi per tutto l'anno, muovendosi come cambiavano le stagioni, seguendo selvaggina e pesce. Gli insediamenti si sono stabiliti dopo il 1851. L'antico sito di Alatna era un centro commerciale tradizionale per Athabascans e Inuit. La prima missione sul fiume Koyukuk, St. John-in-the-Wilderness, è stata fondata nel 1925. Nel 1938, il nome della comunità è stato cambiato in Allakaket (il vecchio nome della missione), e il nome Alatna è stato assunto dalla piccola comunità eschimese dall'altra parte del fiume. La prima scuola pubblica fu fondata nel 1957. L'alluvione nella primavera del 1964 ha inondato l'85% della comunità. Una clinica e un aeroporto sono stati costruiti nel 1978. Una nuova scuola e le strade della comunità sono state costruite nel 1979. Nel settembre del 1994, un'inondazione ha distrutto e spazzato via quasi tutti gli edifici della comunità, case e scorte di cibo per l'inverno. I residenti hanno ricostruito nei pressi del vecchio sito della città.
Un villaggio federale riconosciuto si trova nella comunità, Alatna Village. La popolazione della comunità è composta da 97.1% di Alaska Native. La popolazione di Alatna è costituita in gran parte da discendenti di eschimesi Kobuk; gli Athabascans vivono prevalentemente in Allakaket. Sono prevalenti le attività di sussistenza.

## Società

### Evoluzione demografica
In base al censimento del 2000, c'erano 35 persone, 12 abitazioni e 6 famiglie. La densità di popolazione era di 0.4 abitanti per chilometro quadrato. La popolazione è suddivisa in: 2.86% bianchi, 94.29% nativi americani.
Il reddito mediano per un'abitazione era di $20.313 e per una famiglia di $52.500. Il reddito pro capite era di $14.109. Il 9.1% della popolazione vive sotto la soglia della povertà.

## I servizi pubblici
Nessuna delle 12 case di Alatna ha un sistema idraulico. Sono in corso importanti miglioramenti. Sono state costruite una nuova fonte d'acqua, un impianto di trattamento delle acque e una laguna di depurazione. L'elettricità è fornita dalla Alaska Power&Telephone. Non sono presenti scuole nella comunità. Come ospedale si utilizza l'Alatna Clinic.

## Economia e trasporti
L'economia è stagionale e si basa sulla sussistenza. Salmoni, alci, orsi, piccola selvaggina e bacche forniscono la maggior parte delle fonti di cibo. Alcuni guadagnano redditi dall'artigianato tradizionale dei nativi.
Alatna non ha alcun collegamento stradale, ma dei sentieri invernali la collegano con Hughes, Bettles e Tanana. Il trasporto fluviale è importante durante l'estate. Non vi è alcun servizio di chiatte a causa delle acque poco profonde.